# Jørgen Lorentzen

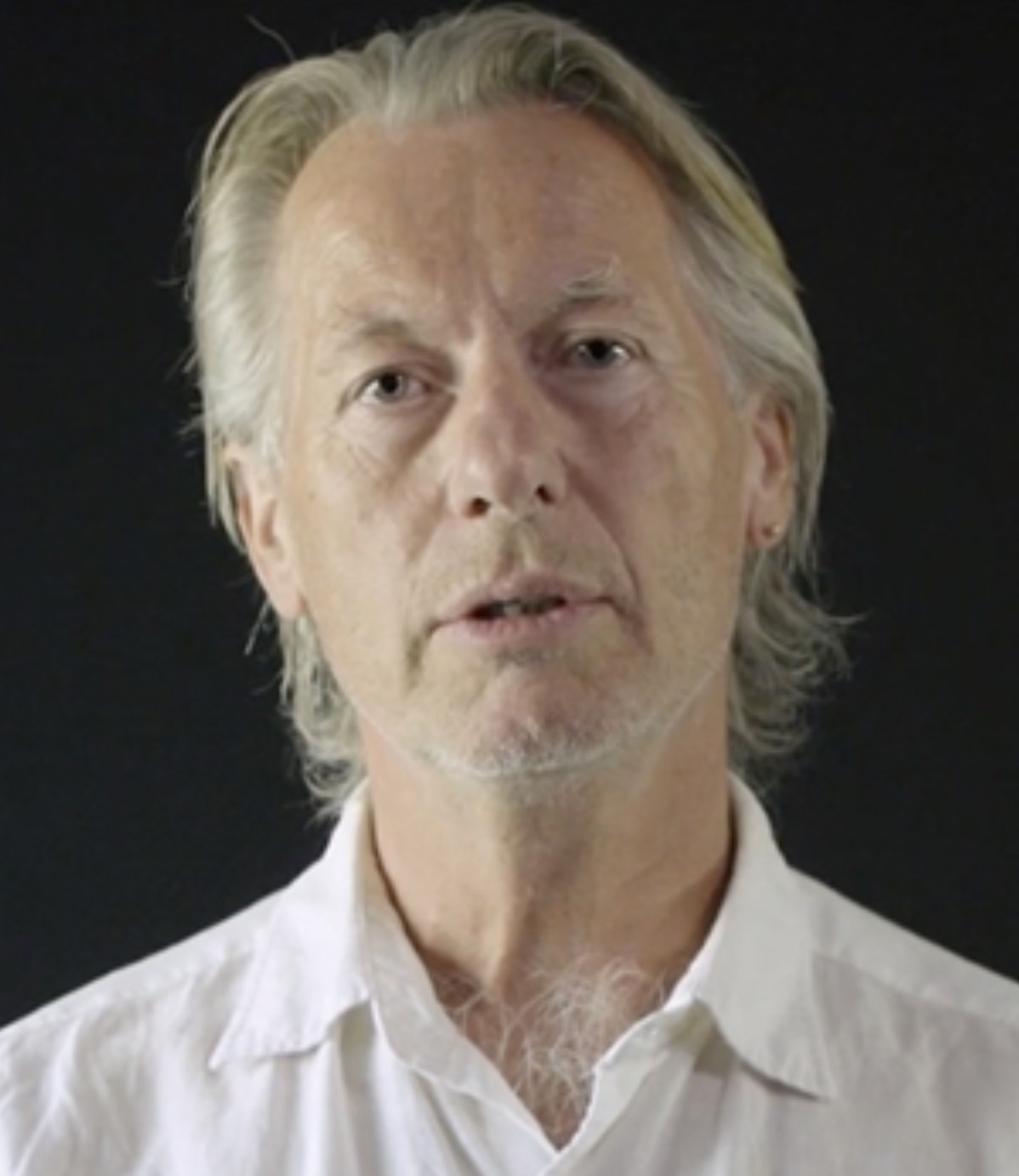
Jørgen Lorentzen

Jørgen Lorentzen (geboren am 4. November 1956) ist ein norwegischer Literaturwissenschaftler und war bis 2013 Forscher (forsker) am Zentrum für Geschlechterforschung der Universität Oslo mit dem Schwerpunkt Männerforschung. Er ist auch als Produzent von Dokumentarfilmen bekannt.

## Leben und Werk
Nach einem einjährigen Studium der Agrarwissenschaften an der Hochschule Vestfold, studierte Jørgen Lorentzen Geschichte und legte ein Examen in Philosophie an der Universität Bergen ab. Ab 1984 studierte er Vergleichende Literaturwissenschaft an den Universitäten Berkeley und Oslo, wo er sich 1997 promovierte mit einer Dissertation über männliche Figuren in der nordischen Literatur von Knut Hamsun, August Strindberg bis Arne Garborg. Von 1997 bis 1998 war er außerordentlicher Professor für Vergleichende Literaturwissenschaften an der Universität Oslo. Von 1999 bis 2000 arbeitete er als Forscher am Institut für Nordische Studien und Literaturwissenschaft an derselben Universität. Von 2002 bis 2013 war er Postdoc und Forscher (forsker) am Zentrum für Geschlechterforschung mit den Drittmittelprojekten 'Männer und Männlichkeiten' sowie 'Neue Formen der Intimität'. In diesem Zusammenhang war er Projektleiter des Forschungsprojekts “Den nordiske mannen?” (“Nordischer Mann?”), gefördert vom Familienministerium und dem Nordischen Rat. Seine historische Forschungsarbeit The History of Fatherhood in Norway, 1850–2012 wurde 2013 veröffentlicht. 2009 arbeitete er für ein Projekt von CARE Norway mit der Fragestellung, wie Männer stärker in die Entwicklungsarbeit eingebunden werden können.
Von 2013 bis 2019 war Jørgen Lorentzen Direktor der Hedda Foundation mit Sitz in Oslo, die sich mittels künstlerischer Projekte für Menschenrechte, Gleichberechtigung, Demokratie und Entwicklung einsetzt. Mit der von ihm und seiner Frau, der Regisseurin Nefise Özkal Lorentzen, gegründeten Filmproduktionsfirma Integralfilm produziert Lorentzen Filme insbesondere zu Themen der Geschlechtergerechtigkeit und der Minderheitenrechte. Er produzierte den Dokumentarfilm Kayayo – The Living Shopping Baskets in der Regie von Mari Bakke Riise, der als norwegischer Beitrag bei den Oscars 2018 nominiert war. Der Film folgt einem achtjährigen Mädchen, das in Accra, der Hauptstadt von Ghana, als „living basket“ (Trägerin) arbeiten muss. Mit Nefise Özkal Lorentzen realisierte er die einstündige Dokumentation En gave fra Gud (A Gift From God) über die Hintergründe des Putschversuchs in der Türkei 2016. Der Film wurde als bester Dokumentarfilm mit dem Publikumspreis beim „Sebastopol Documentary Filmfestival“ 2021 ausgezeichnet.
Lorentzen war in der Männerbewegung aktiv, u. a. initiierte er die White-Ribbon-Kampagne in Norwegen, und war im Vorstand von Reform. ressurssenter for menn. Seit 2019 ist er Mitglied des Gemeinderats von Nesodden und vertritt die Arbeiderpartiet.

## Öffentliche Debatte
Lorentzen kam in der Fernsehdokumentation Hjernevask von Harald Eia vor, die in Norwegen und international größere Kontroversen über Lorentzen und die Rolle der Gender Studies auslöste und der im Netz später auch von antifeministischen Bewegungen aufgegriffen wurde. Lorentzen beklagte nach der Ausstrahlung, dass die Darstellung in der Sendung tendenziös gewesen sei, eine Beschwerde beim norwegischen Presserat wurde allerdings abgewiesen.
Jørgen Lorentzen kritisierte 2007 die Beschneidung von Jungen und sprach sich für ein gesetzliches Verbot aus.
Er benannte 2013 als einer der ersten Wissenschaftler die frauenfeindliche und antifeministische Motivlage für die Morde von Anders Breivik, der in seinem Manifest behauptet hatte, die Schuld an der „Überfremdung“ und der „Einführung der Scharia“ trage der „Staatsfeminismus“ und die „Gender-Doktrin“. Beides beraube den westlichen Mann seiner patriarchalen Position und führe damit zu einer Schwächung der Nation.

## Schriften (Auswahl)
- Men's Experiences of Violence in Intimate Relationships (mit Marianne Inéz Lien), Palgrave Macmillan, New York 2019, ISBN 978-3-030-03993-6
- The History of Fatherhood in Norway, 1850–2012, Palgrave Macmillan, New York 2013, ISBN 978-1-137-34338-3